# Édouard-Charles de Martimprey
Grof Édouard-Charles de Martimprey, francoski general, * 1808, † 1883.
Najbolj je poznan kot vrhovni poveljnik francoskih oboroženih sil in v. d. generalnega guvernerja Francoske Alžirije med 22. majem in 1. septembrom 1864.